# Рогатая чёрная акула
Рогатая чёрная акула  (лат. Etmopterus sentosus) — вид рода чёрных колючих акул семейства Etmopteridae отряда катранообразных. Распространён в западной части Индийского океана на глубинах до 500 м. Максимальный зарегистрированный размер 27 см. Тело стройное, вытянутое, серо-чёрного цвета, брюхо чёрное. У основания обоих спинных плавников имеются шипы. Анальный плавник отсутствует. Эти акулы размножаются яйцеживорождением. Коммерческой ценности не представляют.

## Таксономия
Впервые вид был описан в 1976 году. Голотип — неполовозрелый самец длиной 27 см, пойманный в 1967 году у побережья южного Мозамбика (остров Базаруту). Паратип: неполовозрелая самка длиной 24 см, пойманная в 18 км от Дурбана.

## Ареал
Рогатые чёрные акулы распространены в западной части Индийского океана от Кении до ЮАР, включая остров Мадагаскар. Эти акулы встречаются у дна и в верхней части континентального склона на глубинах от 200 до 500 м. 

## Описание
Максимальный зарегистрированный размер составляет 27 см. Тело стройное, вытянутое, с довольно длинным хвостом. Расстояние от начала основания брюшных плавников до вертикали, проведённой через основание нижней лопасти хвостового плавника, равно длине головы и дистанции между основаниями грудных и брюшных плавников и между спинными плавниками. У взрослых акул расстояние между основаниями грудных и брюшных плавников сравнительно велико и равно длине головы. Расстояние от кончика рыла до шипа у основания первого спинного плавника примерно равно расстоянию между эти шипом и основанию второго спинного плавника. Ширина головы чуть больше расстоянию от кончика рыла до рта. Расстояние от кончика рыла до брызгалец примерно равно дистанции между брызгальцами и основанием грудных плавников. Жаберные щели довольно длинные, шире брызгалец и составляют 1/3 длины глаза. Основание первого спинного плавника начинается на уровне воображаемой вертикальной линии, проведённой по внутреннему краю грудных плавников. Расстояние между основанием второго спинного плавника и верхней лопастью хвостового плавника в 1,5 раза превышает дистанцию между спинными плавниками. Верхние зубы с тремя зубцами. Нижние зубы в форме лезвия имеют одно остриё и сцеплены между собой. 
Крупные овальные глаза вытянуты по горизонтали. Позади глаз имеются крошечные брызгальца. Ноздри размещены на кончике рыла. У основания обоих спинных плавников расположены шипы. Второй спинной плавник и шип намного крупнее первых. Грудные плавники маленькие и закруглённые. Верхняя лопасть хвостового плавника удлинена. Кожа неплотно и хаотично покрыта узкими плакоидными чешуйками. Над грудными плавниками пролегает 2 ряда крупных кожных зубчиков. Нижние края плавников лишены чешуи. Окрас серо-чёрного цвета, брюхо и низ головы чёрные. Перед, над и позади оснований брюшных плавников имеются широкие чёрные отметины отметины. Также имеются удлинённые отметины у основания хвостового плавника и на вдоль хвостового стебля.

## Биология
Акулы менее 27 см являются неполовозрелыми. Размер найденного эмбриона составлял 5,7 см.

## Взаимодействие с человеком
Вид не имеет коммерческой ценности. В ареале глубоководный промысел практически не ведётся. Международный союз охраны природы присвоил этому виду статус сохранности «Вызывающий наименьшие опасения».